# 480
| 480                |
| ------------------ |
| Dødsfald - Fødsler |
|                    |

| Gregoriansk kalender | 480 CDLXXX              |
| Ab urbe condita      | 1233                    |
| Armensk kalender     | I/T                     |
| Kinesiske kalender   | 3176 – 3177 己未 – 庚申 |
| Etiopisk kalender    | 472 – 473               |
| Jødisk kalender      | 4240 – 4241             |
| Hindukalendere       |                         |
| - Vikram Samvat      | 535 – 536               |
| - Shaka Samvat       | 402 – 403               |
| - Kali Yuga          | 3581 – 3582             |
| Iransk kalender      | 142 BP – 141 BP         |
| Islamisk kalender    | 146 BH – 145 BH         |

Se også 480 (tal)

## Født
- Benedikt af Nurcia, grundlægger af benediktinerordenen